# آثار جريان المياه

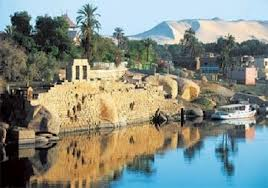
الجريان السطحي

إجمالي الجريان السطحي هو الجريان السطحي الذي ينتج عن الموقع على مدار العام، وفقًا لوكالة حماية البيئة الأمريكية، فإن مياه العواصف هي مياه الأمطار والثلوج الذائبة التي تتدفق من الشوارع والمروج وغيرها من المواقع، تنتج المناطق الحضرية ذات التركيزات العالية من الأسطح غير المنفذة مثل المباني والطرق والممرات كميات كبيرة من الجريان السطحي الذي يمكن أن يؤدي إلى الفيضانات وتدفقات المجاري وتدهور جودة المياه، نظرًا لأن التربة في المناطق الحضرية يمكن ضغطها ولها معدل تسرب منخفض، فإن الجريان السطحي المقدّر في إجمالي الجريان السطحي ليس فقط من الأسطح غير المنفذة، ولكن أيضًا المناطق المتغلغلة بما في ذلك الساحات، إجمالي الجريان السطحي هو مقياس لمساهمة الموقع في مشاكل مياه الأمطار في منطقة ما، لا سيما في المناطق الحضرية مع فيضان المجاري، ويسمح استكمال إجمالي الجريان السطحي لموقع ما لمالك العقار بفهم المناطق الموجودة على موقعه التي تنتج معظم الجريان السطحي، وما هي سيناريوهات حلول مياه الأمطار الخضراء مثل براميل المطر وحدائق المطر الأكثر فاعلية في التخفيف من هذا الجريان السطحي وتكاليفه على هذا المجتمع.

## الأهمية
إجمالي الجريان السطحي هي مياه العواصف التي تعادل بصمة الكربون/ الطاقة، عندما يكمل أصحاب المنازل أو أصحاب الأعمال تدقيق الطاقة أو البصمة الكربونية، فإنهم يفهمون كيف يستهلكون الطاقة ويتعلمون كيف يمكن تقليل هذا الاستهلاك من خلال تدابير كفاءة الطاقة، في المقابل، يسمح إجمالي الجريان السطحي لشخص ما بحساب الجريان السنوي الأساسي وتقييم تأثير الحلول المثالية لمياه العواصف الخضراء على موقعهم، منذ إقرار قانون المياه النظيفة في عام 1972، قامت وكالة حماية البيئة بمراقبة وتنظيم قضايا مياه الأمطار في المناطق الحضرية، يتعين على البلديات في جميع أنحاء الولايات المتحدة الآن ترقية أنظمة الصرف الصحي ومياه الأمطار لتلبية متطلبات وكالة حماية البيئة، إن التكلفة الإجمالية لهذه الترقيات عبر الولايات المتحدة تتجاوز 3000 مليار دولار، ويمكن أن يساهم جريان مياه الأمطار من كل عقار في منطقة ما في مشاكل مياه الأمطار بشكل عام بما في ذلك الفيضانات وتلوث المياه، يحمل جريان مياه الأمطار تلوثًا غير محدد المصدر والذي يعد سببًا رئيسيًا لقضايا جودة المياه.
من خلال استكمال إجمالي الجريان السطحي، يمكن لأصحاب المنازل وأصحاب الأعمال التفكير في كيفية قيام حلول مياه الأمطار الخضراء بتقليل الجريان السطحي في الموقع، تستخدم حلول مياه العواصف الخضراء (وتسمى أيضًا البنية التحتية الخضراء) الغطاء النباتي والتربة والعمليات الطبيعية لإدارة المياه وإنشاء بيئات حضرية أكثر صحة، وعلى نطاق مدينة أو مقاطعة، تشير البنية التحتية الخضراء إلى خليط من المناطق الطبيعية التي توفر الموائل والحماية من الفيضانات، والهواء النظيف، والمياه النقية، على مستوى الحي أو الموقع، تشير البنية التحتية الخضراء إلى أنظمة إدارة مياه الأمطار التي تحاكي الطبيعة عن طريق امتصاص المياه وتخزينها، تشمل الحلول الخضراء لمياه العواصف السطوح الحيوية (حدائق المطر الاتجاهية)، والصهاريج، والأسطح الخضراء، والرصيف المنفذ، وبراميل المطر، وحدائق المطر، وفقًا لوكالة حماية البيئة، يمكن للحلول الخضراء لمياه العواصف في الموقع أو التطورات منخفضة التأثير أن تقلل بشكل كبير من الجريان السطحي وترقيات البنية التحتية لمياه الأمطار/ الصرف الصحي المكلفة.
يمكن أن تقلل حلول مياه الأمطار الخضراء أيضًا من استهلاك الطاقة، حيث تعتبر معالجة المياه وضخها نشاطًا كثيفًا للطاقة، وفقًا لشبكة النهر، تستهلك الولايات المتحدة ما لا يقل عن 521 مليون ميجا واط في الساعة للأغراض المتعلقة بالمياه وهو ما يعادل 13% من استهلاك الكهرباء في البلاد، يجب معالجة مياه الشرب ثم ضخها إلى المستهلك، وتتم معالجة المياه العادمة قبل تصريفها في المناطق ذات أنظمة الصرف الصحي المشتركة أو أنظمة الصرف الصحي المنفصلة القديمة ذات التدفق العالي والتسرب، وتتم معالجة مياه الأمطار أيضًا في مرافق معالجة مياه الصرف الصحي، من خلال التقاط جريان مياه الأمطار في الموقع في براميل وصهاريج المطر، يمكن تقليل استهلاك المياه الصالحة للشرب للري وتأثير الطاقة المقابل لها، ويقلل الحد من الجريان السطحي من جميع أنواع الحلول الخضراء لمياه الأمطار من مياه الأمطار التي قد تنتهي في منشأة معالجة مياه الصرف الصحي في المناطق ذات أنظمة الصرف الصحي المدمجة أو المجاري القديمة المنفصلة.

## استكمال إجمالي الجريان السطحي
هناك عدد من الطرق المتاحة لإكمال إجمالي الجريان السطحي، وتشمل أبسط الطرق استخدام معامل الجريان السطحي، الذي وفقا لمجلس مراقبة الموارد المائية في ولاية كاليفورنيا هو معامل بلا أبعاد يتعلق بكمية الجريان السطحي بكمية الهطول المتلقاة، وهي قيمة أكبر للمناطق ذات التسرب المنخفض والجريان السطحي العالي (رصيف، منحدر حاد)، وأدنى للمناطق المزروعة جيدًا (غابة، أرض مستوية)، يمكن مضاعفة معاملات الجريان السطحي لأنواع الأسطح المختلفة على موقع ما مع مساحة كل سطح جنبًا إلى جنب مع هطول الأمطار السنوي لإنشاء بصمة جريان قاسية، إذا كان معامل الجريان السطحي ومناطق الحلول الخضراء المقترحة لمياه العواصف مثل حدائق الأمطار والمقاييس الحيوية للموقع معروفة، فيمكن تقدير الانخفاض في الجريان السطحي الكلي من هذه التحسينات.
توجد أدوات أكثر دقة لإيجاد إجمالي الجريان السطحي، باستخدام نمذجة الحاسوب وبيانات الطقس المفصّلة، التي تجعل آثار الجريان السطحي المعقدة سهلة، وتقدير كميات التلوث في جريان مياه الأمطار، وتقييم آثار مجموعات الحلول الخضراء لمياه العواصف، توفر جمعية نهر جيمس بوسط فرجينيا أداة عبر الإنترنت حيث يمكن لمالكي العقارات في مستجمعات مياه نهر جيمس إنشاء تقرير عن تلوث الجريان السطحي خاص بالموقع، ويوفر موقع MyRunoff.org حاسبة إجمالي الجريان السطحي عبر الإنترنت لأصحاب العقارات في جميع أنحاء الولايات المتحدة لتقدير الجريان السطحي الأساسي والحد من السيناريوهات المختلفة لبراميل المطر وحدائق المطر، حيث أطلقت وكالة حماية البيئة حاسبة إجمالي الجريان السطحي في يوليو 2013، وهو تطبيق لسطح المكتب لنظام ويندوز يسمح للمستخدمين بعمل نماذج التأثير السنوي لمجموعة من حلول مياه الأمطار الخضراء.